# ناحیه گودلند، میشیگان
ناحیه گودلند (به انگلیسی: Goodland Township) یک منطقهٔ مسکونی در ایالات متحده آمریکا است که در شهرستان لپیر، میشیگان واقع شده‌است.
 ناحیه گودلند ۹۲٫۴ کیلومتر مربع مساحت و ۱٬۸۲۸ نفر جمعیت دارد و ۲۴۴ متر بالاتر از سطح دریا واقع شده‌است.